# 希罗克
希罗克，是匈牙利赫维什州所辖的一个村。总面积63.39平方公里，总人口1866，人口密度29.4人/平方公里（2011年1月1日）。